# Echion (syn Hermesa)
Echion (stgr. Ἐχίον) – syn Hermesa i Antianejry [Hygin. Fab. 14; Apollon. Rhod. I 56], córki Menelaosa. Brat bliźniak Erytusa (Eurytusa). 
Razem z bratem wziął udział w łowach na dzika kalidońskiego. Brat towarzyszył mu także w wyprawie Argonautów, wśród których Echion jako syn Hermesa odgrywał rolę przebiegłego herolda i szpiega [Pind. Pyth. IV 179; Ov. Met. VIII 311].